# Melanie Stiassny
Melanie Lisa Jane Stiassny (* 7. Januar 1953 in Bielefeld) ist eine in Deutschland geborene US-amerikanische Ichthyologin. Sie ist am American Museum of Natural History in New York City tätig.

## Leben
1970 begann Stiassny ein Zoologiestudium an der Universität London, wo sie 1976 den Bachelor of Science erlangte und 1980 mit der Dissertation The Anatomy and phylogeny of two genera of African cichlid Fishes zum Ph.D. promoviert wurde. Von 1980 bis 1983 erhielt sie ein Postdoktorand-Stipendium der Royal Society für einen Forschungsaufenthalt an der Universität Leiden und am Rijksmuseum in Leiden, Niederlande. Von 1983 bis 1987 war sie Assistenzdozentin in der Abteilung für Organismische Biologie und Evolutionsbiologie an der Harvard University. Von 1987 bis 1992 war sie Assistenzkuratorin in der Abteilung für Herpetologie und Ichthyologie des American Museum of Natural History. Seit 1992 ist sie außerordentliche Professorin an der City University of New York. Von 1992 bis 1997 war Stiassny stellvertretende Kuratorin in der Abteilung für Herpetologie und Ichthyologie des American Museum of Natural History. Von 1997 bis 2003 war sie außerordentliche Professorin am Center for Environmental Research and Conservation (CERC) der Columbia University. Von 1997 bis 2001 war sie Vorsitzende der Abteilung für Ichthyologie am American Museum of Natural History. Seit 1997 ist sie Herbert R. and Evelyn Axelrod Research Curator in der Abteilung für Ichthyologie am American Museum of Natural History. 1998 gehörte Stiassny neben Ross D. E. MacPhee, Clare Flemming und Ian J. Harrison zu den Gründungsmitgliedern des Committee on Recently Extinct Organisms (CREO). Dieses Gremium entwickelte ein Forschungsprogramm mit dem die Daten über ausgestorbene Arten akkurater gesammelt und ausgewertet werden können. Seit 2003 ist sie außerordentliche Professorin an der Abteilung für Ökologie, Evolution und Umweltbiologie der Columbia University. Seit 2008 ist sie Professorin im Programm für Vergleichende Biologie der Gilder Graduate School des American Museum of Natural History.
Stiassnys Forschungsarbeit konzentriert sich auf die Systematik und evolutionäre Morphologie tropischer Süßwasserfischfaunen, insbesondere in Afrika und in Madagaskar. Sie setzt klassische deskriptive Anatomie, geometrische Morphometrie, CT- und MRT-Scanner für die Veranschaulichung von Hart- und Weichteilgewebe sowie die 3D-Rekonstruktion für räumliche und volumetrische Analysen ein. Ihr taxonomisches Fachwissen umfasst den Phylogenetischen Baum der Echten Knochenfische (Teleostei) und beinhaltet phylogenetische Untersuchungen verschiedener Abstammungslinien der Knochenfische. 
Stiassnys gegenwärtige Projekte konzentrieren sich auf Zentralafrika, insbesondere auf das Kongo-Gebiet. Ihr Ziel ist eine Dokumentierung der Artenvielfalt sowie die Untersuchung der Mechanismen, die dieser Artenvielfalt zugrunde liegen.
Stiassny ist Mitglied im nationalen Rat des WWF, im Fachbeirat des Zentrums für Angewandte Biodiversitätswissenschaft von Conservation International, im Fachbeirat des Conservation Trust der National Geographic Society, in der IUCN/SSC Freshwater Specialists Group und in der Deutschen Cichliden-Gesellschaft (DCG).

## Dedikationsnamen
Im Jahr 2009 wurde die Ordnung Stiassnyiformes nach Melanie Stiassny benannt, die heute als Synonym der Gruppe Ovalentaria gilt. Weitere nach ihr benannte Taxa sind Aphanius stiassnyae, Malapterurus stiassnyae, Phractura stiassnyi und Hypsopanchax stiassnyae.

## Publikationen (Auswahl)
- 1996: Interrelationships of Fishes (mit Lynne R. Parenti und G. David Johnson)
- 2002: Opulent Oceans: Extraordinary Rare Book Selections from the American Museum of Natural History Library
- 2005: Freshwater Ecoregions of Africa and Madagascar: A Conservation Assessment (mit Michele L. Thieme, Robin Abell, Paul Skelton, Neil Burgess, Bernhard Lehner, Eric Dinerstein, David Olson, Guy Teugels und  Andre Kamdem-Toham)
- 2007: Poissons D’eaux Douces et Saumatres De Basse Guinee Ouest De l’Afrique Centrale / The Fresh and Brackish Water Fishes of Lower Guinea, West-Central Africa, Band 1 und 2 (mit Guy Teugels und Carl D. Hopkins)